# 荒雄川神社 (大崎市岩出山池月)
荒雄川神社（あらおがわじんじゃ）は、宮城県大崎市岩出山池月にある神社である。
旧社格は郷社。玉造郡の式内社三座のうちの一座である。「荒雄川」は江合川の別称である。

## 祭神
- 須佐雄尊と瀬織津姫尊を主祭神として祀る。
  - 宮城県神社庁によれば大物忌神が主祭神とあるが、由緒書や宮司に伺った話では里宮では祀られていないという。
- その他に、境内社として山神社（祭神：木花咲姫）と天神社（祭神：菅原道真）、水分社（祭神：水分神）などが鎮座している。

## 歴史
由緒書によると、養老4年（720年）に創建されたという。玉造郡に鎮座する式内社三座のうちの一つである。鳴子温泉郷の鬼首温泉に鎮座する荒雄川神社と対になっており、岩出山池月の荒雄川神社は「里宮（里の宮）」、鬼首温泉の荒雄川神社は「嶽宮（奥の宮）」と呼ばれており、奉斎する宮司社家もそれぞれ別である。
主祭神は須佐雄尊と瀬織津姫尊である。由緒によると、穢れを清める祓戸大神の一柱である瀬織津姫尊は、当社では川の上流を司る水神として祀られたものであり、神社庁の由来にある「大物忌神」の名も、荒雄川の清浄な水の流れを司る神である瀬織津姫への畏敬の念と、水を穢すことへの禁忌の念から名付けられたのではないかという。
里宮の鎮座する地は古来からの聖地であり、境内には縄文時代の祭祀遺跡とされる「荒雄川神社遺跡」があり、神社周辺でも縄文土器や石器などが発掘されている。荒雄川神社が創建された後も神宮寺が併設されるなど、地域の信仰の中心地であった。
前九年の役が起こると、陸奥守鎮守府将軍である源頼義は、安倍一族征討祈願のために大谷孝任を派遣して黄金10枚と黄金造の太刀一振りを奉納している。後三年の役の戦中である応徳三年（1086年）には、源義家も戦勝祈願をしたと伝わる。
嘉応二年（1170年）に藤原秀衡が鎮守府将軍に任命されると、荒雄川神社は「奥州一の宮」と定められた。室町時代になり、奥州探題大崎氏が大崎五郡（志田郡・玉造郡・栗原郡・加美郡・遠田郡）を領有すると「大崎郡一の宮」として篤く崇敬され、社領三十貫文の寄進をうけた。江戸時代には郡内総鎮守へ指定、岩出山伊達家の氏神となった。
寛保3年(1743年)、幕命により、江合川（荒雄川）流域の三十六所明神を合祀したため、荒雄川神社は別名「三十六所明神」「三十六社様」とも称される。明治5年に郷社へ指定。

## 境内
- 社殿（拝殿・幣殿・本殿)
- 山神社（祭神：木花咲姫、子授け・安産祈願の神）
- 天神社（祭神：菅原道真、合格祈願の神）
- 水分社（祭神：水分神、水神）
- カエルの石祠：石祠の中にカエルに形の似た石を祀る。「旅行から無事かえる」「病院に入院しても無事に帰る」という願いを込めて信仰されているという。
- 荒雄川神社遺跡：縄文時代中期の遺跡であり、苔むした大木の根の部分が残されている。
- その他に、参道入口に畜魂碑・安産子授け様の石像、境内に神楽殿・神輿社・授与所がある。

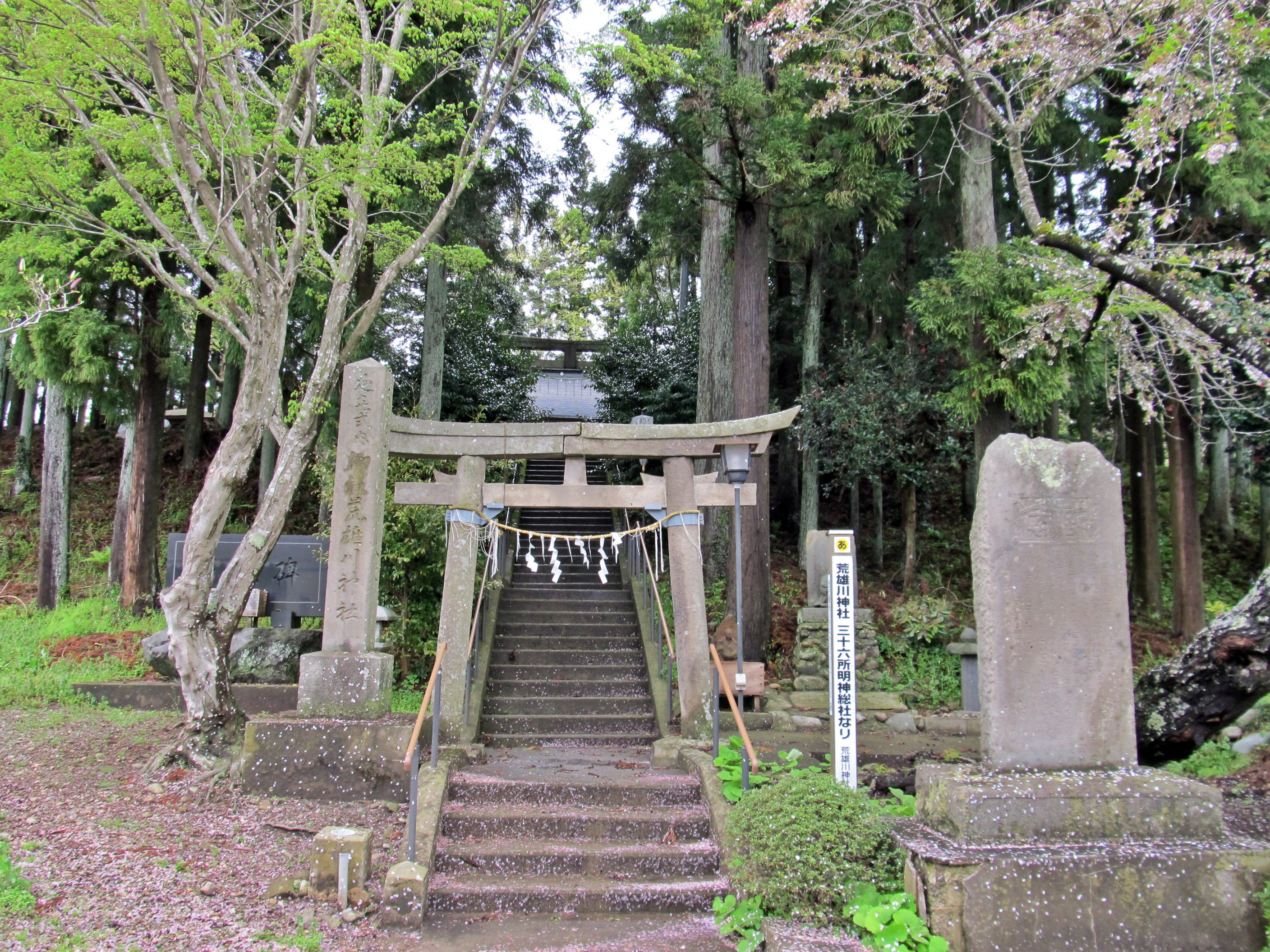
荒雄川神社里宮鳥居
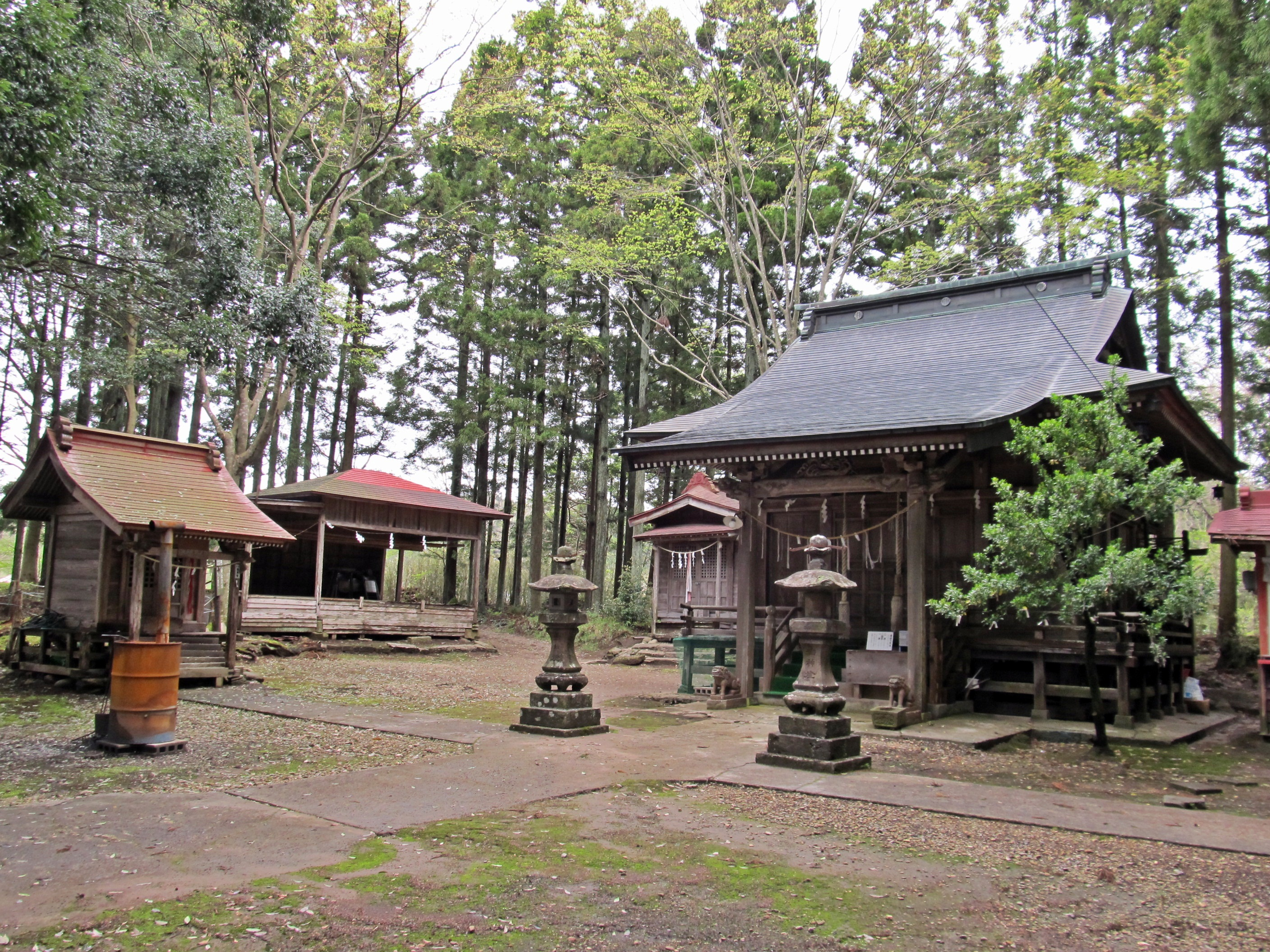
荒雄川神社里宮境内
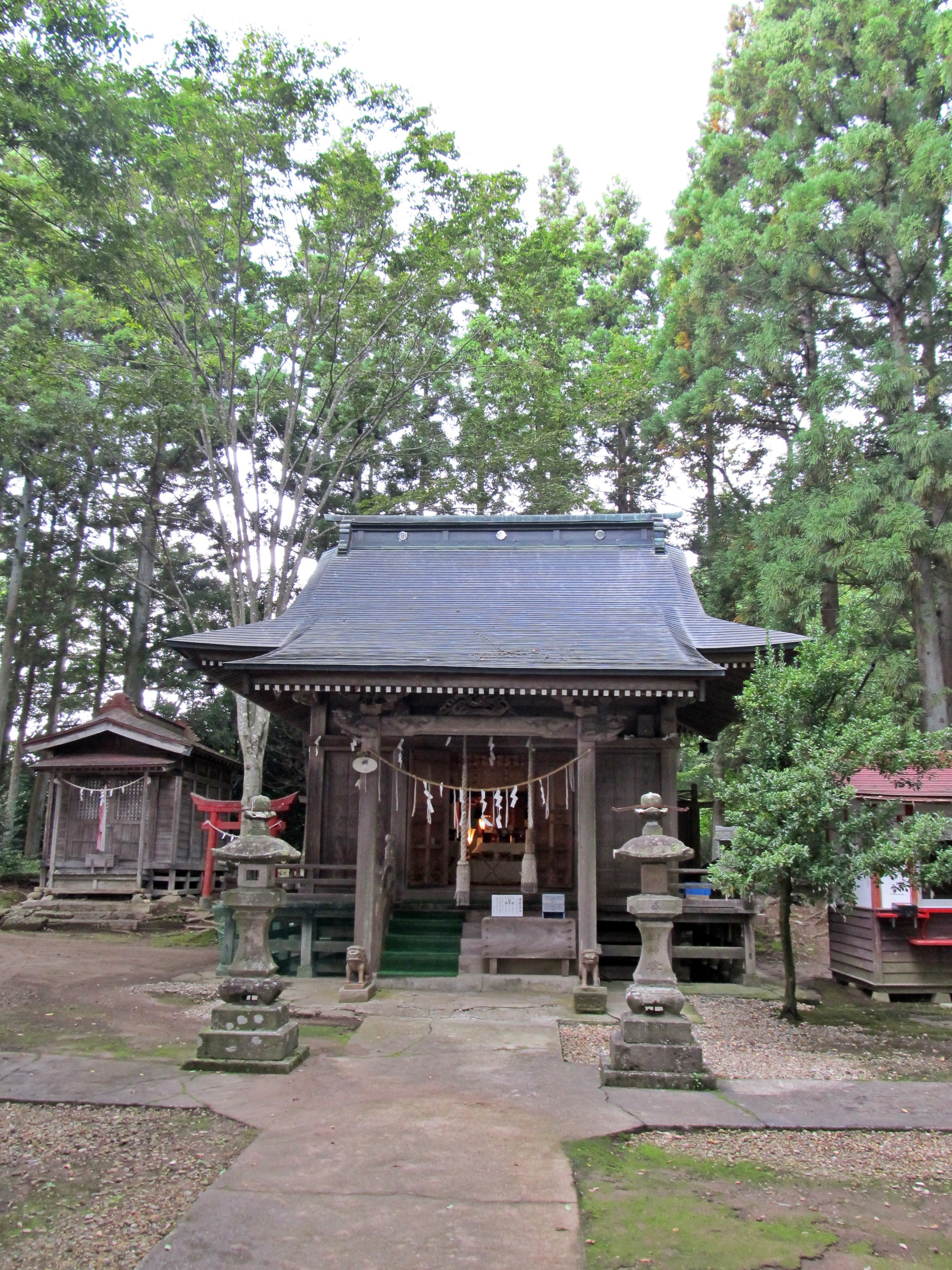
荒雄川神社里宮拝殿（祭典時）
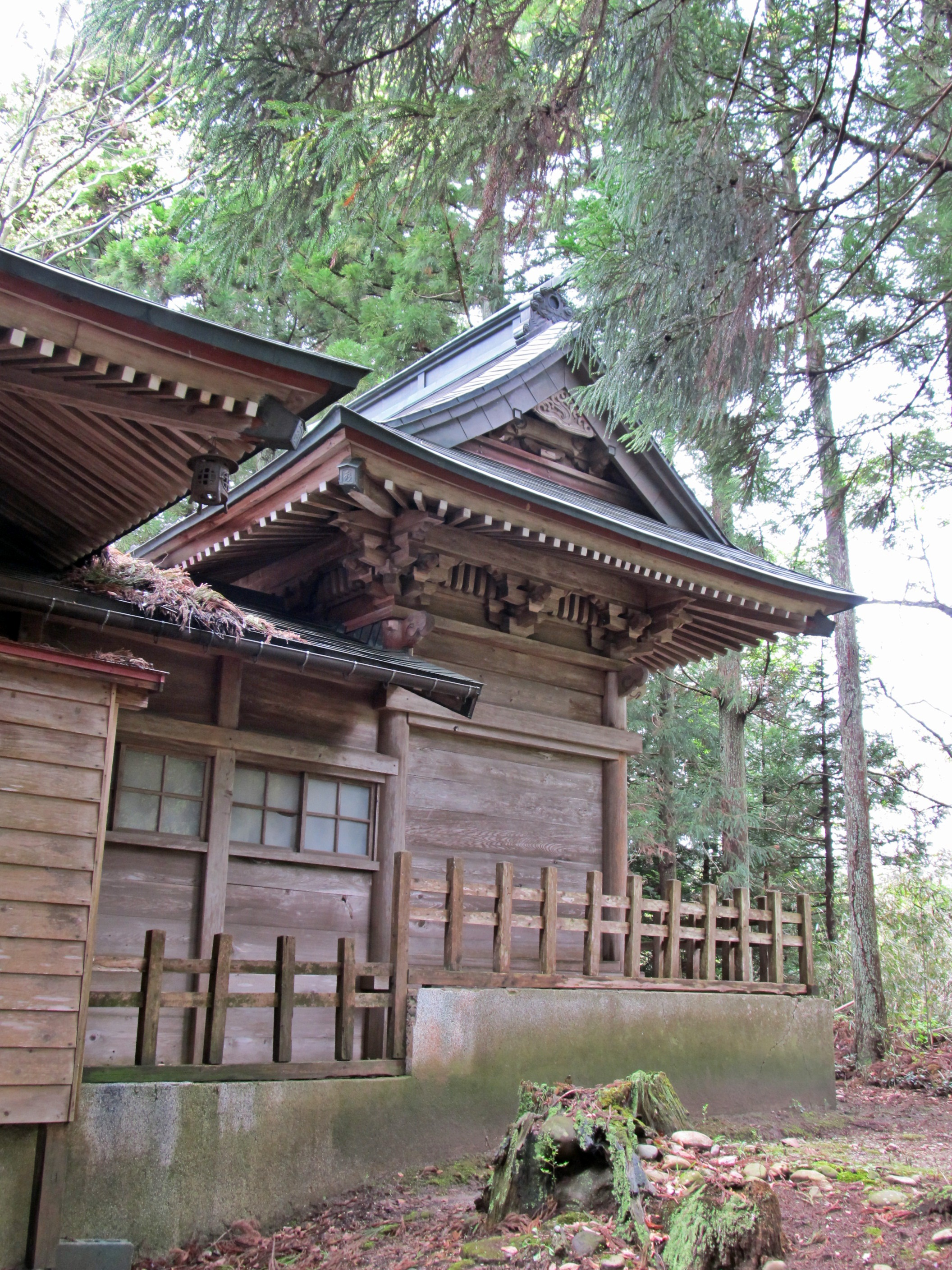
荒雄川神社里宮本殿
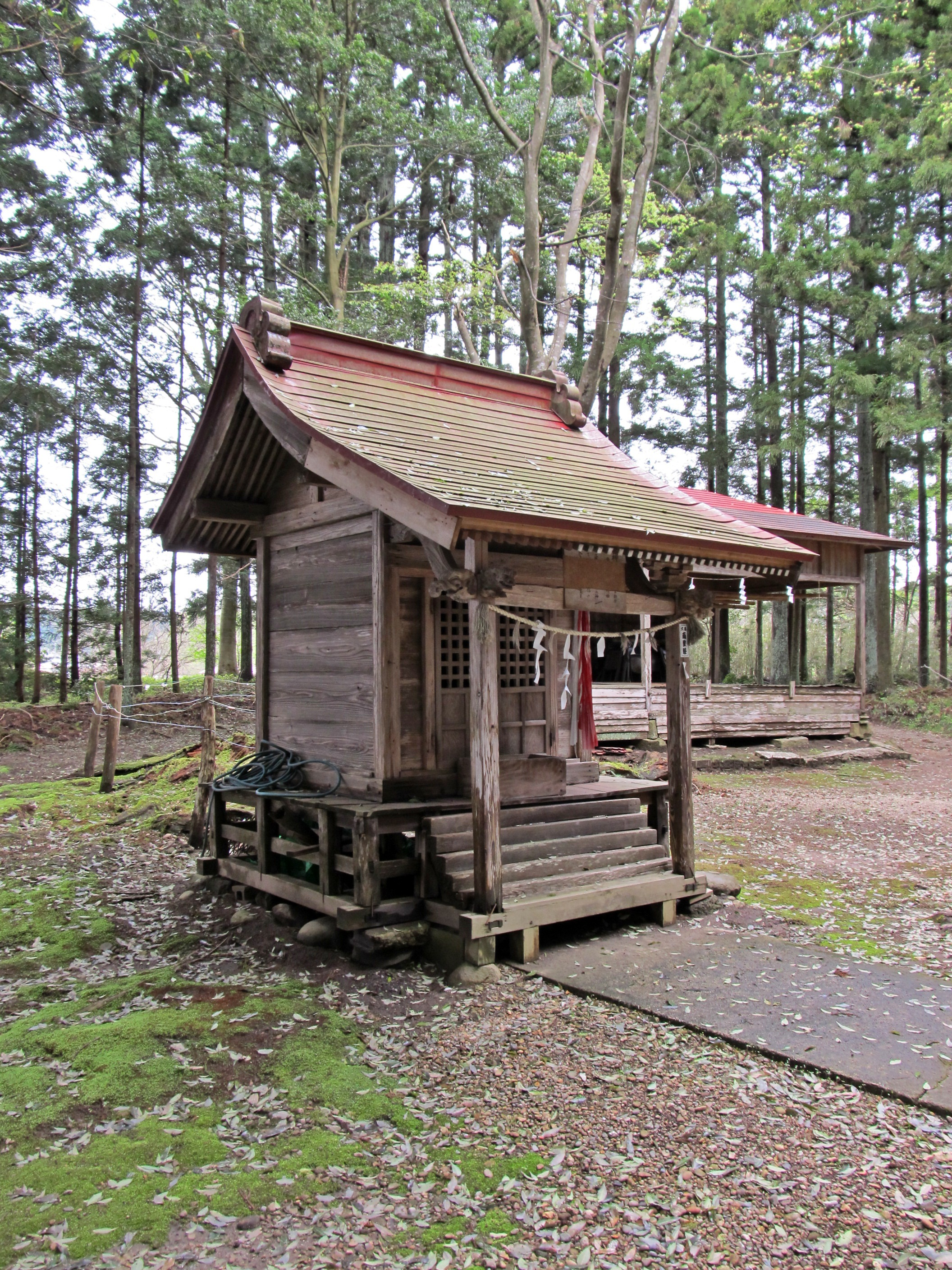
山神社
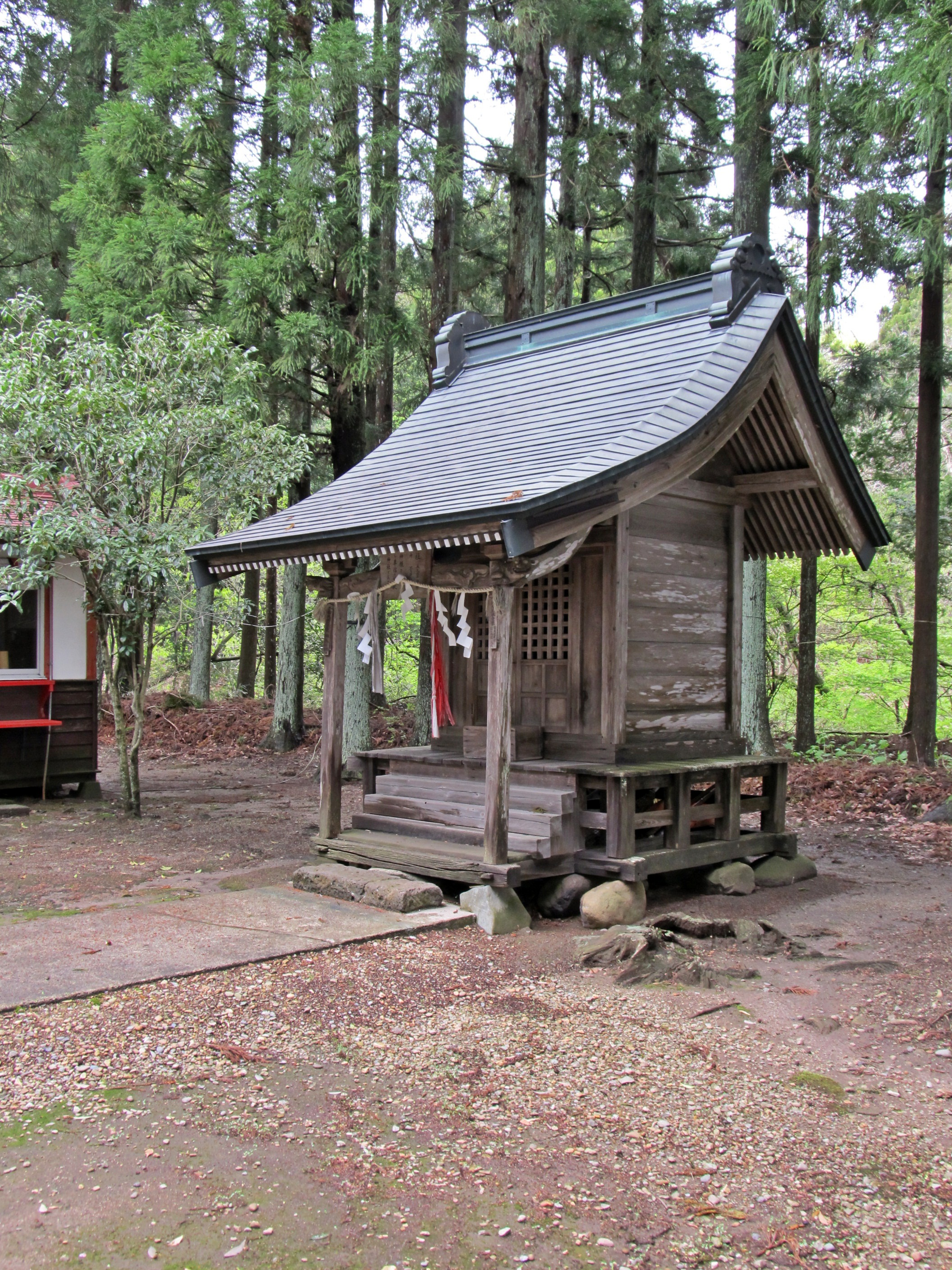
天神社
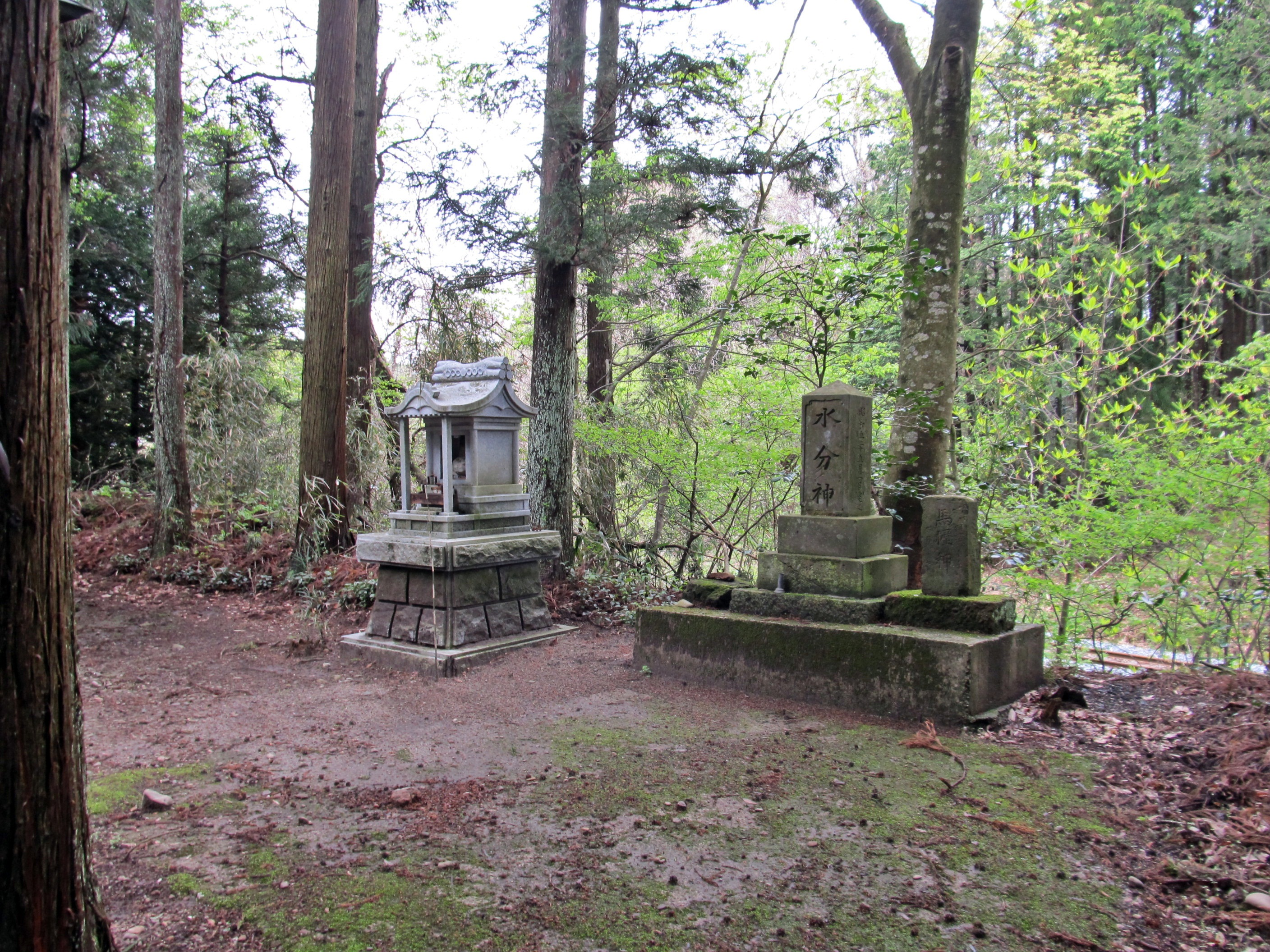
水分社とカエルの石祠
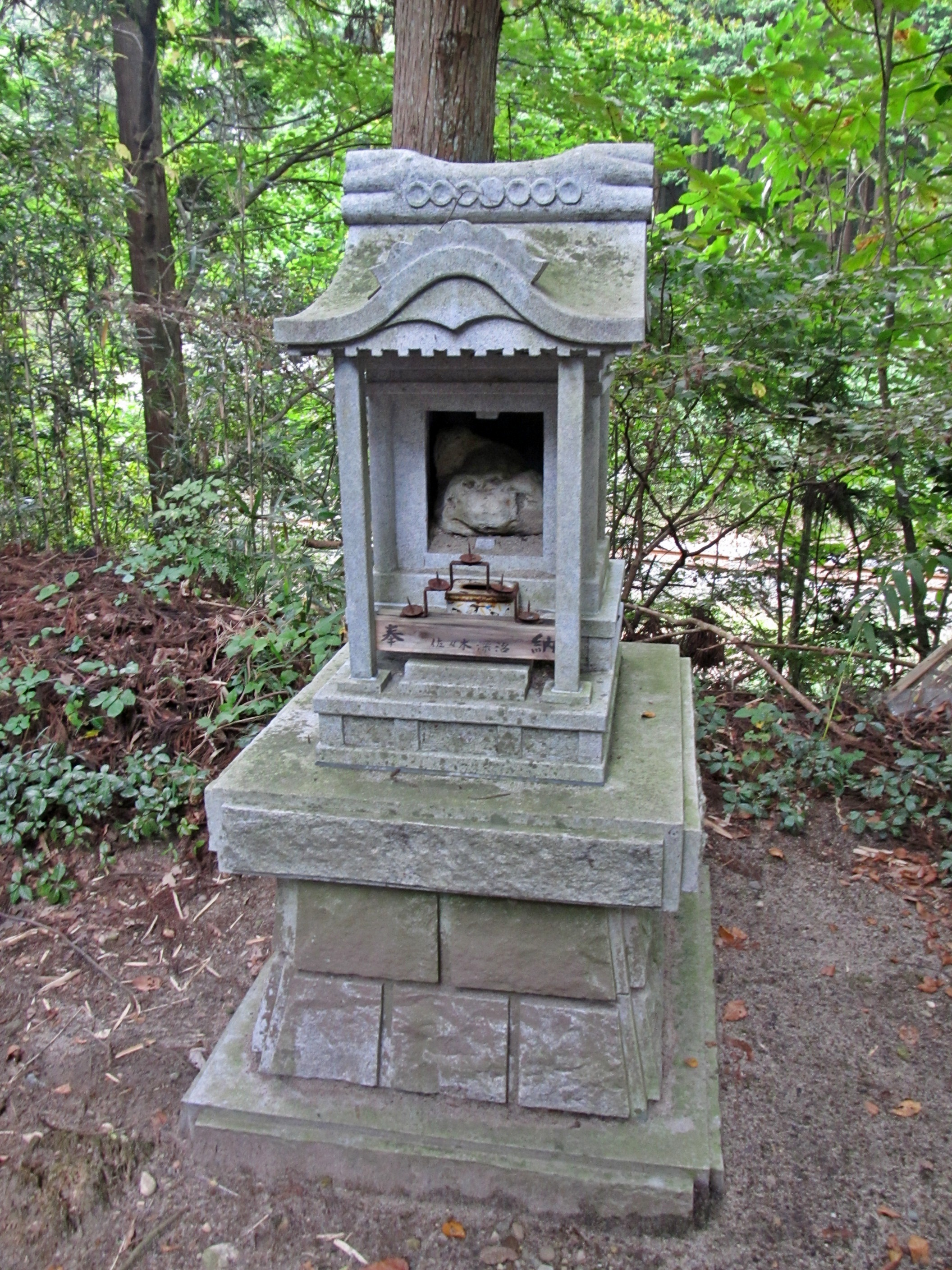
カエルの石祠 石祠内にはカエルに似た石を祀る
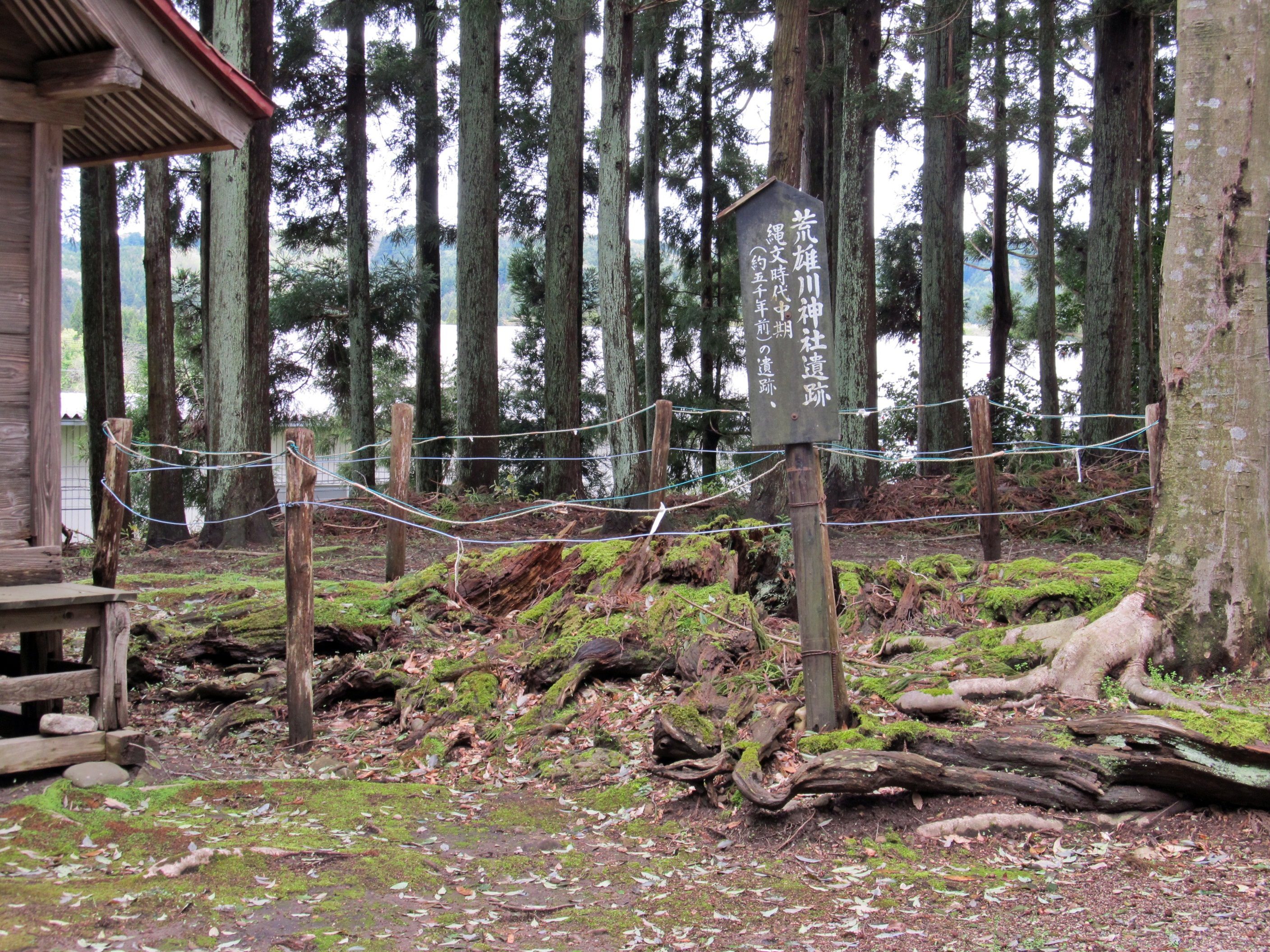
荒雄川神社遺跡 縄文時代中期の遺跡